# Luigi De Luca
Luigi De Luca, né le 28 novembre 1857 à Naples et mort en 1938 dans la même ville, est un sculpteur italien.

## Biographie
Luigi De Luca naît le 28 novembre 1857 à Naples. À l'Institut des Beaux-Arts de Naples, il est l'élève de Stanislao Lista.